# Великотная, Татьяна Константиновна
Татья́на Константи́новна Велико́тная (18 января 1894 года, Российская империя — 1 апреля 1942 года, Ленинград, РСФСР, СССР) — русская поэтесса и педагог, блокадница. Троюродная сестра А. А. Блока.

## Биография
Татьяна Константиновна Великотная родилась 18 января 1894 года. Её отец, обрусевший прибалтийский немец Константин Александрович Берхман (1856—1920), был женат на Александре Борисовне Хвостовой (1853—1924), дочери сенатора, тайного советника Бориса Николаевича Хвостова (1828—1883) и Надежды Ивановны Красновой (1830—?). У Татьяны было две сестры — Ольга (1883—?) и Вера («Пумка», 1888—1969) — и брат Александр (ум. после 1913).
К. А. Берхман был лютеранином по вероисповеданию, однако все его дети были крещены в православии. Он окончил Императорское училище правоведения (набережная реки Фонтанки, д. № 6). Вся его жизнь в дальнейшем была связана со сферой юстиции. Пройдя по ступенькам служебной лестницы от следователя в г. Старая Русса до старшего нотариуса Псковского окружного суда, К. А. Берхман в 1912 г. получил чин действительного статского советника и занял должность товарища председателя Петербургского окружного суда. В январе 1920 г. он скончался в Житомире от тифа.
Берхманам принадлежало красивейшее имение Скоково в Псковской губернии. Их дети на всю жизнь сохранили самые светлые воспоминания о Скоково, где семья проводила каждое лето. Увлечения семьи были разнообразны. Летом — спорт, лошади, домашние театрализованные постановки. Мать и дети играли на фортепьяно, много читали. Отец серьёзно занимался живописью, рисовал акварелью, углём, писал маслом. В 1995—2007 гг. в экспозиции музея-заповедника А. С. Пушкина «Михайловское» выставлялось семь рисунков К. А. Берхмана из архива его внука, А. Н. Великотного.

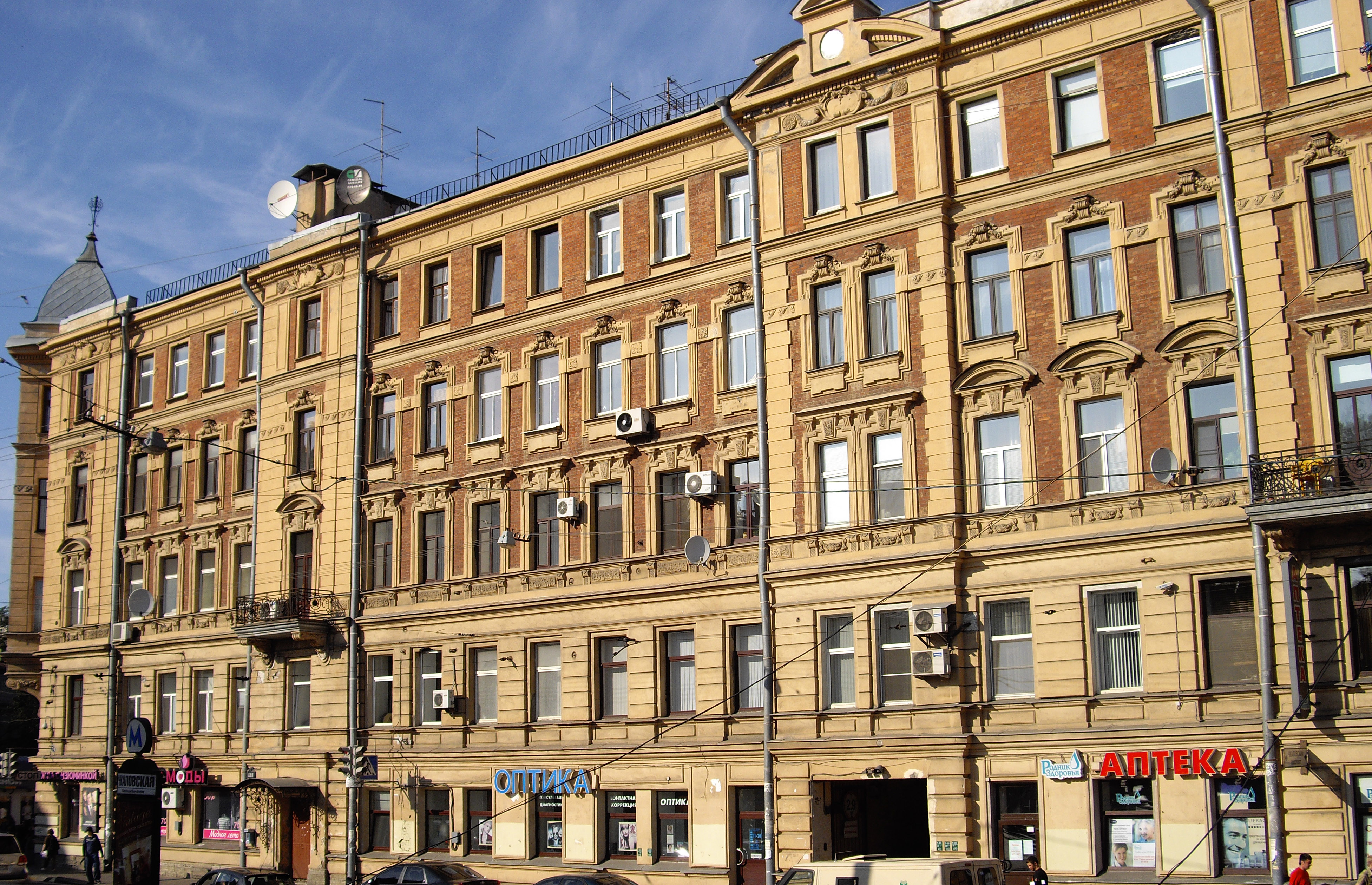
Большая Зеленина улица, дом № 13

В Петербурге семья жила на Большой Зелениной улице в доме № 9 (ныне — № 13). Сёстры окончили женскую Василеостровскую гимназию ведомства императрицы Марии Фёдоровны. В этом заведении обучались девушки из самых разных слоёв общества.

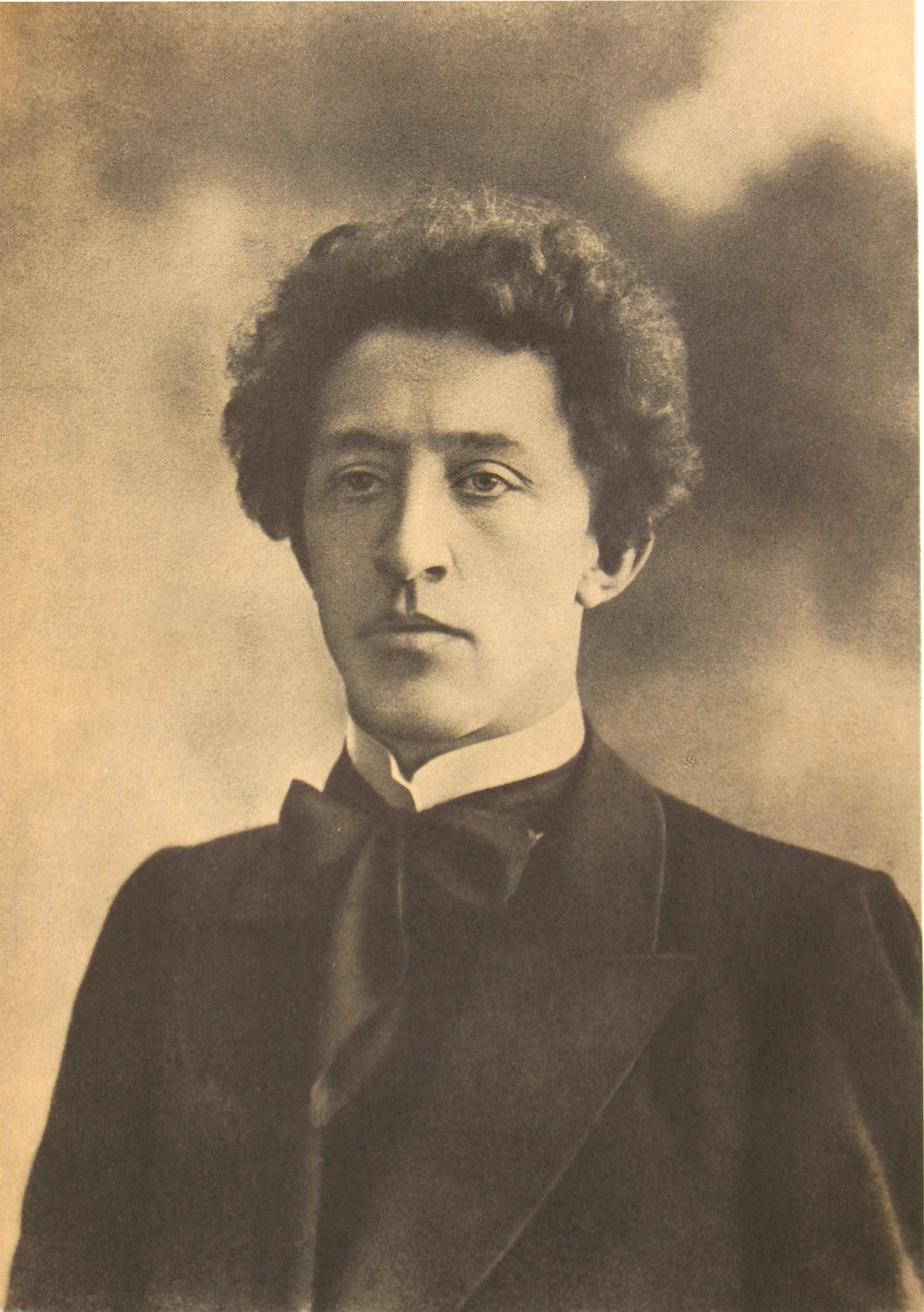
А. А. Блок (1880—1921), троюродный брат Т. К. Великотной

Татьяна Константиновна рано начала сочинять стихи. Будучи гимназисткой, печаталась в газетах и журналах. Любила стихи поэтов Серебряного века. В 1914 г. выпустила поэтический сборник «Первые песни», передав экземпляр с посвящением своему троюродному брату Александру Блоку. В 1915 г. она блестяще окончила Императорский женский педагогический институт (был единственным женским институтом в России, который признавался Министерством народного просвещения в качестве высшего учебного заведения). В мае 1917 г. Татьяна вышла замуж за выпускника физико-математического факультета Санкт-Петербургского университета Николая Александровича Великотного (1887—1942), которого знала с детства. Во время Первой мировой войны он поступил вольноопределяющимся в Михайловское военно-инженерное училище, был произведён в подпоручики, воевал. 14 августа 1922 г. у четы Великотных родился сын Александр.
В 1920—1930-х гг. Т. К. Великотная преподавала в школе русский язык и литературу. Н. А. Великотный был преподавателем физики и математики в школе и техникуме, а с 1937 по 1941 г. работал инженером «Теплоэнергопроекта». Супруги чудом избежали репрессий.
Н. А. Великотный умер 22 января 1942 года.
Т. К. Великотная — 1 апреля 1942 года.
Александр, которому посвящён блокадный дневник Т. К. Великотной, окончил в 1944 г. ВМУ имени Фрунзе. Воевал, дважды был награждён орденом Красной Звезды, дважды — медалью «За боевые заслуги». Вышел в отставку в звании капитана 1-го ранга. В феврале 1945 г. он женился на Марии (в дневнике Т. К. Великотной — «Мусе») Георгиевской (1921—2013), с которой дружил со школы. Мария была дочерью священника, протоиерея Дмитрия Георгиевича Георгиевского (1877—1942). Она помогала Татьяне Константиновне до самой её кончины.